# Sirius (loď)

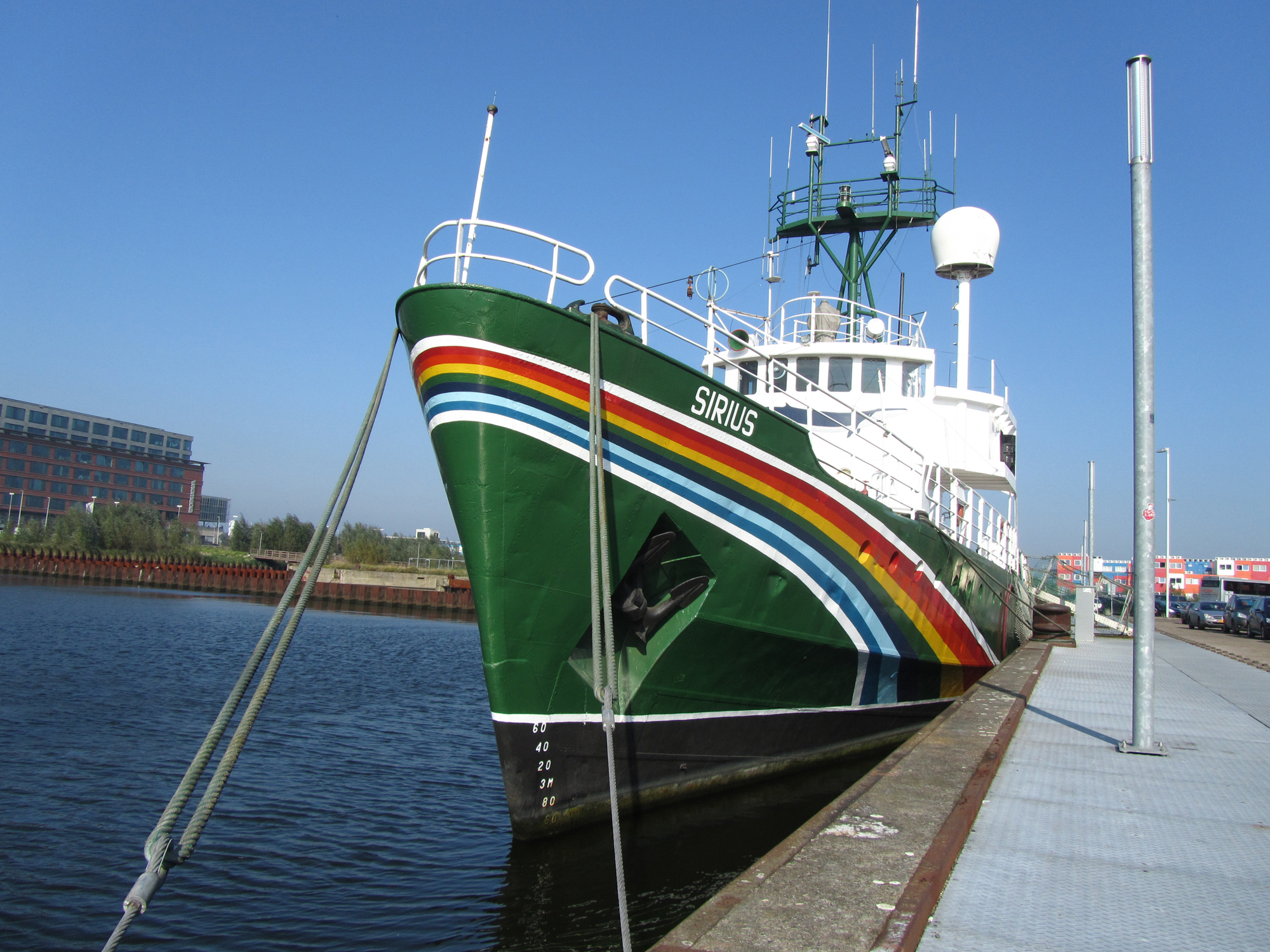
Sirius

Sirius je jedna z lodí organizace Greenpeace.
Byla postavena v roce 1950 pro nizozemské královské loďstvo. V roce 1981 ji jako vysloužilou odkoupila Greenpeace, aby po opravě a přejmenování sloužila jako vlajková loď Greenpeace Nizozemsko až do roku 1998. Od té doby je loď zakotvena v Amsterdamu, kde slouží pro ekologické vzdělávání a osvětu.